# Edsel Ford II
Edsel Bryant Ford II  (ur. 27 grudnia 1948 w Detroit) – amerykański przedsiębiorca, który był członkiem zarządu Ford Motor Company. Jest prawnukiem Henry'ego Forda, wnukiem Edsela, synem Henry'ego II i kuzynem prezesa Ford Motor Company, Williama Claya Jr..

## Życiorys
Urodził się w Detroit, w stanie Michigan, jako syn Anne McDonnell Ford Johnson i Henry'ego Forda II. Jego siostrą jest bywalczyni salonów Charlotte. Uczęszczał do Eaglebrook School w Deerfield, w stanie Massachusetts, ukończył The Gunnery w Waszyngtonie, w stanie Connecticut. Otrzymał tytuł licencjata w Babson College w 1973 i ukończył Program for Management Development w Harvard Business School w 1981.
W latach 1978–1980 prowadził sprzedaż i marketing w Ford Australia. W maju 1991 został mianowany prezesem i dyrektorem operacyjnym Ford Motor Credit Company, natomiast 9 grudnia 1993 wiceprezesem Forda. W 2001 ogłosił zakup przedsiębiorstwa Pentastar Aviation.
W styczniu 2013 został laureatem nagrody Keith Crain/Automotive News za całokształt twórczości, a w marcu 2017 został również laureatem nagrody Carroll Shelby Spirit Award. W maju roku został nominowany do nagrody Landmark Award w NASCAR Hall of Fame. W 2021 ogłosił, że przeszedł na emeryturę.

## Życie prywatne
Od 1974 roku jest żonaty z Cynthią Layne Neskow, z którą mieszka w Grosse Pointe Farms, w Michigan i ma czterech synów:
- Henry Ford III – jest pracownikiem Ford Motor Company w Dearborn, w Michigan, zasiada w Radzie Powierniczej Ford Foundation[10][11]
- Calvin Ford – jest pracownikiem Pentastar Aviation w Waterford, w Michigan
- Stewart Ford – jest pracownikiem przedsiębiorstwa motoryzacyjnego w San Francisco, w stanie Kalifornia
- Albert Ford – uczęszcza do Fordham University School of Law w Nowym Jorku